# Yatsuhashi
El yatsuhashi (八橋 o 八ツ橋) és un pastís japonès. Especialitat de Kyoto, es ven principalment com a record o present dolç (miyagegashi). És un dels meibutsu (productes regionals famosos) més coneguts de Kyoto.
El nom yatshuhashi prové del d'un jugador de koto, que es deia Yatsuhashi Kengyō (八橋検校).
Hi ha dues menes de yatsuhashi, una versió cuinada (焼き八橋) i una versió al vapor, nama yatsuhashi (生八橋, lit. ‘Yatsuhashi cru’).
El yatsuhashi cuit s'elabora amb farina d'arròs (上新粉, jōshinko), canyella en pols i sucre i s'enforna de manera semblant al senbei. Té la forma d'un koto.
Es fa servir canyella líquida en lloc de pols per al yatsuhashi al vapor. Sovint conté pasta de mongetes vermelles (anko) a l'interior. Però avui, alguns  contenen xocolata, melmelada o fins i tot crema de llet.
El yatsuhashi cru té una textura tova, semblant al mochi i sovint es menja embolicat en pasta de mongetes vermelles (餡, an); pot tenir diversos sabors diferents. La versió més notable és la de la regió de Kyoto, que és negra, color degut a la pols de mongeta negra que s'hi posa al sobre.